# Ti16
Ti16 – oznaczenie na PKP austriackiego parowozu towarowego serii kkStB 160. Produkowany w latach 1897-1910 przez austriackie zakłady Floridsdorf w Linzu w ilości 46 parowozów. Po pierwszej wojnie światowej 42 parowozy trafiły do kolei polskich. Po drugiej wojnie światowej polskie koleje eksploatowały parowóz, który w 1950 roku został wycofany z eksploatacji.